# Classificazione APG II
La classificazione APG II, o sistema APG II, è la classificazione scientifica delle angiosperme basata sugli aggiornamenti più recenti (2003) dell'Angiosperm Phylogeny Group.

## Legenda dei simboli
- * nuova collocazione della famiglia in APG II (2003)
- + nuovo ordine riconosciuto dal sistema APG II (2003)
- § nuova circoscrizione della famiglia (descritta nel testo delle pubblicazioni APG)

I gruppi tra parentesi quadre sono alternative monofiletiche accettabili, ma alle quali viene preferita (dall'APG) una circoscrizione più allargata (la voce non messa tra parentesi che le precede).

## Gruppi radice
La genesi di questi gruppi viene ritenuta parallela a quella del resto delle angiosperme o degli altri gruppi principali, ragion per cui sono isolati dal resto della classificazione.
Amborellaceae Pichon (1948), nom. cons.

Chloranthaceae R.Br. ex. Sims (1820), nom. cons.

Nymphaeaceae Salisb. (1805), nom. cons.

[ Cabombaceae Rich. ex. A.Rich. (1822), nom. cons. ]
+ Austrobaileyales Takht. ex. Reveal (1992)

Austrobaileyaceae (Croizat) Croizat (1943), nom. cons.

§ Schisandraceae Blume (1830), nom. cons.

[ Illiciaceae A.C.Sm. (1947), nom. cons. ]

Trimeniaceae L.S.Gibbs (1917), nom. cons.
Ceratophyllales Bisch. (1839)

Ceratophyllaceae Gray (1821), nom. cons.

## Magnoliidae
+ Canellales Cronquist

Canellaceae Mart. (1832), nom. cons.

Winteraceae R.Br. ex Lindl. (1830), nom. cons.
Laurales Perleb (1826)

Atherospermataceae R.Br. (1814)

Calycanthaceae Lindl. (1819), nom. cons.

Gomortegaceae Reiche (1896), nom. cons.

Hernandiaceae Bercht. & J.Presl (1820), nom. cons.

Lauraceae Juss. (1789), nom. cons.

Monimiaceae Juss. (1809), nom. cons.

Siparunaceae (A.DC.) Schodde 1970
Magnoliales Bromhead (1838)

Annonaceae Juss. (1789), nom. cons.

Degeneriaceae I.W.Bailey & A.C.Sm. (1942), nom. cons.

Eupomatiaceae Endl. (1841), nom. cons.

Himantandraceae Diels (1917), nom. cons.

Magnoliaceae Juss. (1789), nom. cons.

Myristicaceae R.Br. (1810), nom. cons.
Piperales Dumort. (1829)

Aristolochiaceae Juss. (1789), nom. cons.

* Hydnoraceae C.Agardh (1821), nom. cons.

Lactoridaceae Engl. (1888), nom. cons.

Piperaceae Bercht. & J.Presl (1820), nom. cons.

Saururaceae Martynov (1820), nom. cons.

## Monocotiledoni
§ Petrosaviaceae Hutch. (1934), nom. cons.
Acorales Reveal (1996)

Acoraceae Martynov (1820)
Alismatales Dumort. (1829)

Alismataceae Vent. (1799), nom. cons.

Aponogetonaceae J.Agardh (1858), nom. cons.

Araceae Juss. (1789), nom. cons.

Butomaceae Mirb. (1804), nom. cons.

Cymodoceaceae N.Taylor (1909), nom. cons.

Hydrocharitaceae Juss. (1789), nom. cons.

Juncaginaceae Rich. (1808), nom. cons.

Limnocharitaceae Takht. ex Cronquist (1981)

Posidoniaceae Hutch. (1934), nom. cons.

Potamogetonaceae Rchb. (1828), nom. cons.

Ruppiaceae Horan. (1834), nom. cons.

Scheuchzeriaceae F.Rudolphi (1830), nom. cons.

Tofieldiaceae Takht. (1995)

Zosteraceae Dumort. (1829), nom. cons.
Asparagales Bromhead (1838)

§ Alliaceae Batsch ex. Borkh. (1797), nom. cons.

[ Agapanthaceae F.Voigt (1850) ]

[ Amaryllidaceae J.St.-Hil. (1805), nom. cons. ]

§ Asparagaceae Juss. (1789), nom. cons.

[ Agavaceae Dumort. (1829), nom. cons. ]

[ Aphyllanthaceae Burnett (1835) ]

[ Hesperocallidaceae Traub (1972) ]

[ Hyacinthaceae Batsch ex. Borkh. (1797) ]

[ Laxmanniaceae Bubani (1901) ]

[ Ruscaceae Spreng. (1826), nom. cons. ]

[ Themidaceae Salisb. (1866) ]

Asteliaceae Dumort. (1829)

Blandfordiaceae R.Dahlgren & Clifford (1985)

Boryaceae (Baker) M.W.Chase, Rudall & Conran (1997)

Doryanthaceae R.Dahlgren & Clifford (1985)

Hypoxidaceae R.Br. (1814), nom. cons.

Iridaceae Juss. (1789), nom. cons.

Ixioliriaceae Nakai (1943)

Lanariaceae H.Huber ex R.Dahlgren & A.E. van Wyk (1988)

Orchidaceae Juss. (1789), nom. cons.

Tecophilaeaceae Leyb. (1862), nom. cons.

§ Xanthorrhoeaceae Dumort. (1829), nom. cons.

[ Asphodelaceae Juss. (1789) ]

[ Hemerocallidaceae R.Br. (1810) ]

Xeronemataceae M.W.Chase, Rudall & M.F.Fay (2001)
Dioscoreales Hook.f. (1873)

§ Burmanniaceae Blume (1827), nom. cons.

§ Dioscoreaceae R.Br. (1810), nom. cons.

Nartheciaceae Fr. ex Bjurzon (1846)
Liliales Perleb (1826)

Alstroemeriaceae Dumort. (1829), nom. cons.

Campynemataceae Dumort. (1829)

Colchicaceae DC. (1804), nom. cons.

* Corsiaceae Becc. (1878), nom. cons.

Liliaceae Juss. (1789), nom. cons.

Luzuriagaceae Lotsy (1911)

Melanthiaceae Batsch ex Borkh. (1796), nom. cons.

Philesiaceae Dumort. (1829), nom. cons.

Rhipogonaceae Conran & Clifford (1985)

Smilacaceae Vent. (1799), nom. cons.
Pandanales Lindl. (1833)

Cyclanthaceae Poit. ex A.Rich. (1824), nom. cons.

Pandanaceae R.Br. (1810), nom. cons.

Stemonaceae Caruel (1878), nom. cons.

* Triuridaceae Gardner (1843), nom. cons.

Velloziaceae Hook. (1827), nom. cons.

### Commelinidi
Dasypogonaceae Dumort. (1829)
Arecales Bromhead (1840)

Arecaceae Schultz Sch. (1832), nom. cons.
Commelinales Dumort. (1829)

Commelinaceae Mirb. (1804), nom. cons.

Haemodoraceae R.Br. (1810), nom. cons.

* Hanguanaceae Airy Shaw (1964)

Philydraceae Link (1821), nom. cons.

Pontederiaceae Kunth (1816), nom. cons.
Poales Small (1903)

Anarthriaceae D.F.Cutler & Airy Shaw (1965)

* Bromeliaceae Juss. (1789), nom. cons.

Centrolepidaceae Endl. (1836), nom. cons.

Cyperaceae Juss. (1789), nom. cons.

Ecdeiocoleaceae D.F.Cutler & Airy Shaw (1965)

Eriocaulaceae Martynov (1820), nom. cons.

Flagellariaceae Dumort. (1829), nom. cons.

Hydatellaceae U.Hamann (1976)

Joinvilleaceae Toml. & A.C. Sm. (1970)

Juncaceae Juss. (1789), nom. cons.

* Mayacaceae Kunth (1842), nom. cons.

Poaceae (R.Br.)Barnh.1895, nom. cons.

* Rapateaceae Dumort. (1829), nom. cons.

Restionaceae R.Br. (1810), nom. cons.

Sparganiaceae Hanin (1811), nom. cons.

§ Thurniaceae Engl. (1907), nom. cons.

Typhaceae Juss. (1789), nom. cons.

§ Xyridaceae C.Agardh (1823), nom. cons.
Zingiberales Griseb. (1854)

Cannaceae Juss. (1789), nom. cons.

Costaceae Nakai (1941)

Heliconiaceae Nakai (1941)

Lowiaceae Ridl. (1924), nom. cons.

Marantaceae R.Br. (1814), nom. cons.

Musaceae Juss. (1789), nom. cons.

Strelitziaceae Hutch. (1934), nom. cons.

Zingiberaceae Martynov (1820), nom. cons.

## Eudicotiledoni
Alcuni autori utilizzano la classe Rosopsida per questo gruppo.
§ Buxaceae Dumort. (1822), nom. cons.

[ Didymelaceae Leandri (1937) ]

Sabiaceae Blume (1851), nom. cons.

Trochodendraceae Eichler (1865), nom. cons.

[ Tetracentraceae A.C.Sm. (1945), nom. cons. ]
Proteales Dumort. (1829)

Nelumbonaceae Bercht. & J.Presl (1820), nom. cons.

§ Proteaceae Juss. (1789), nom. cons.

[ Platanaceae T.Lestib. (1826), nom. cons. ]
Ranunculales Dumort. (1829)

Berberidaceae Juss. (1789), nom. cons.

Circaeasteraceae Hutch. (1926), nom. cons.

[ Kingdoniaceae A.S.Foster ex Airy Shaw (1964) ]

Eupteleaceae K.Wilh. (1910), nom. cons.

Lardizabalaceae R.Br. (1821), nom. cons.

Menispermaceae Juss. (1789), nom. cons.

Papaveraceae Juss. (1789), nom. cons.

[ Fumariaceae Bercht. & J.Presl (1820), nom. cons. ]

[ Pteridophyllaceae (Murb.)Nakai ex Reveal & Hoogland (1991) ]

Ranunculaceae Juss. (1789), nom. cons.

### Core eudicots
Aextoxicaceae Engl. & Gilg (1920), nom. cons.

Berberidopsidaceae Takht. (1985)

Dilleniaceae Salisb. (1807), nom. cons.
+ Gunnerales Takht. ex Reveal (1992)

§ Gunneraceae Meisn. (1842), nom. cons.

[ Myrothamnaceae Nied. (1891), nom. cons. ]
Caryophyllales Perleb (1826)

Achatocarpaceae Heimerl. (1934), nom. cons.

Aizoaceae Martynov (1820), nom. cons.

Amaranthaceae Juss. (1789), nom. cons.

Ancistrocladaceae Planch. ex Walp. (1851), nom. cons.

Asteropeiaceae (Szyszyl.) Takht. ex Reveal & Hoogland (1990)

* Barbeuiaceae Nakai (1942)

Basellaceae Raf. (1837), nom. cons.

Cactaceae Juss. (1789), nom. cons.

Caryophyllaceae Juss. (1789), nom. cons.

Didiereaceae Radlk. (1896), nom. cons.

Dioncophyllaceae Airy Shaw (1952), nom. cons.

Droseraceae Salisb. (1808), nom. cons.

Drosophyllaceae Chrtek, Slavíková & Studnicka (1989)

Frankeniaceae Desv. (1817), nom. cons.

* Gisekiaceae Nakai (1942)

Halophytaceae A.Soriano (1984)

Molluginaceae Bartl. (1825), nom. cons.

Nepenthaceae Bercht.&J.Presl (1820), nom. cons.

Nyctaginaceae Juss. (1789), nom. cons.

Physenaceae Takht. (1985)

Phytolaccaceae R.Br. (1818), nom. cons.

Plumbaginaceae Juss. (1789), nom. cons.

Polygonaceae Juss. (1789), nom. cons.

Portulacaceae Juss. (1789), nom. cons.

Rhabdodendraceae Prance (1968)

Sarcobataceae Behnke (1997)

Simmondsiaceae Tiegh. (1899)

Stegnospermataceae Nakai (1942)

Tamaricaceae Bercht. & J.Presl (1820), nom. cons.
Santalales Dumort. (1829)

Olacaceae R.Br. (1818), nom. cons.

Opiliaceae Valeton (1886), nom. cons.

Loranthaceae Juss. (1808), nom. cons.

Misodendraceae J.Agardh (1858), nom. cons.

Santalaceae R.Br. (1810), nom. cons.
Saxifragales Dumort. (1829)

Altingiaceae Horan. (1843), nom. cons.

Aphanopetalaceae Doweld (2001)

Cercidiphyllaceae Engl. (1907), nom. cons.

Crassulaceae J.St.-Hil. (1805), nom. cons.

Daphniphyllaceae Müll.-Arg. (1869), nom. cons.

Grossulariaceae DC. (1805), nom. cons.

§ Haloragaceae R.Br. (1814), nom. cons.

[ Penthoraceae Rydb. ex Britt. (1901), nom. cons. ]

[ Tetracarpaeaceae Nakai (1943) ]

Hamamelidaceae R.Br. (1818), nom. cons.

§ Iteaceae J.Agardh (1858), nom. cons.

[ Pterostemonaceae Small (1905), nom. cons. ]

Paeoniaceae Raf. (1815), nom. cons.

Saxifragaceae Juss. (1789), nom. cons.

### Rosidi
Aphloiaceae Takht. (1985)

* Geissolomataceae Endl. (1841)

Ixerbaceae Griseb. (1854)

Picramniaceae Fernando & Quinn (1995)

* Strasburgeriaceae Soler. (1908), nom. cons.

* Vitaceae Juss. (1789), nom. cons.
+ Crossosomatales Takht. ex. Reveal (1993)

Crossosomataceae Engl. (1897), nom. cons.

Stachyuraceae J.Agardh (1858), nom. cons.

Staphyleaceae Martynov (1820), nom. cons.
Geraniales Dumort. (1829)

Geraniaceae Juss. (1789), nom. cons.

[ Hypseocharitaceae Wedd. (1861) ]

Ledocarpaceae Meyen (1834)

§ Melianthaceae Bercht. & J.Presl (1820), nom. cons.

[ Francoaceae A.Juss. (1832), nom. cons. ]

Vivianiaceae Klotzsch (1836)
Myrtales Rchb. (1828)

Alzateaceae S.A.Graham (1985)

Combretaceae R.Br. (1810), nom. cons.

Crypteroniaceae A.DC. (1868), nom. cons.

Heteropyxidaceae Engl. & Gilg (1920), nom. cons.

Lythraceae J.St.-Hil. (1805), nom. cons.

§ Melastomataceae Juss. (1789), nom. cons.

[ Memecylaceae DC. (1827), nom. cons. ]

Myrtaceae Juss. (1789), nom. cons.

Oliniaceae Arn. (1839), nom. cons.

Onagraceae Juss. (1789), nom. cons.

Penaeaceae Sweet ex. Guill. (1828), nom. cons.

Psiloxylaceae Croizat (1960)

Rhynchocalycaceae L.A.S.Johnson & B.G.Briggs (1985)

Vochysiaceae A.St.-Hil. (1820), nom. cons.

#### Eurosidi I
§ * Zygophyllaceae R.Br. (1814), nom. cons.

[ Krameriaceae Dumort. (1829), nom. cons. ]

Huaceae A.Chev. (1947)
+ Celastrales Baskerville (1839)

§ Celastraceae R.Br. (1814), nom. cons.

+ Lepidobotryaceae J.Léonard (1950), nom. cons.

Parnassiaceae Martynov (1820), nom. cons.

[ Lepuropetalaceae Nakai (1943) ]
Cucurbitales Dumort. (1829)

Anisophylleaceae Ridl. (1922)

Begoniaceae Bercht. & J.Presl (1820), nom. cons.

Coriariaceae DC. (1824), nom. cons.

Corynocarpaceae Engl. (1897), nom. cons.

Cucurbitaceae Juss. (1789), nom. cons.

Datiscaceae Bercht. & J.Presl (1820), nom. cons.

Tetramelaceae Airy Shaw (1964)
Fabales Bromhead (1838)

Fabaceae Lindl. (1836), nom. cons.

Polygalaceae Hoffmanns. & Link (1809), nom. cons.

Quillajaceae D.Don (1831)

Surianaceae Arn. (1834), nom. cons.
Fagales Engl. (1892)

Betulaceae Gray (1821), nom. cons.

Casuarinaceae R.Br. (1814), nom. cons.

Fagaceae Dumort. (1829), nom. cons.

§ Juglandaceae DC. ex. Perleb (1818), nom. cons.

[ Rhoipteleaceae Hand.-Mazz. (1932), nom. cons. ]

Myricaceae A.Rich. ex. Kunth (1817), nom. cons.

Nothofagaceae Kuprian (1962)

Ticodendraceae Gómez-Laur. & L.D.Gómez (1991)
Malpighiales Mart. (1835)

§ Achariaceae Harms (1897), nom. cons.

Balanopaceae Benth. & Hook.f. (1880), nom. cons.

* Bonnetiaceae (Bartl.) L. Beauv. ex. Nakai (1948)

Caryocaraceae Voigt (1845), nom. cons.

§ Chrysobalanaceae R.Br. (1818), nom. cons.

[ Dichapetalaceae Baill. (1886), nom. cons. ]

[ Euphroniaceae Marc.-Berti (1989) ]

[ Trigoniaceae Endl. (1841), nom. cons. ]

§ Clusiaceae Lindl. (1836), nom. cons.

* Ctenolophonaceae (H.Winkl.) Exell & Mendonça (1951)

* Elatinaceae Dumort. (1829), nom. cons.

§ Euphorbiaceae Juss. (1789), nom. cons.

Goupiaceae Miers (1862)

Humiriaceae A.Juss. (1829), nom. cons.

§ Hypericaceae Juss. (1789), nom. cons.

Irvingiaceae (Engl.) Exell & Mendonça (1951), nom. cons.

* Ixonanthaceae Planch. ex. Miq. (1858), nom. cons.

Lacistemataceae Mart. (1826), nom. cons.

§ Linaceae DC. ex. Perleb (1818), nom. cons.

* Lophopyxidaceae (Engl.) H.Pfeiff. (1951)

Malpighiaceae Juss. (1789), nom. cons.

§ Ochnaceae DC. (1811), nom. cons.

[ Medusagynaceae Engl. & Gilg (1924), nom. cons. ]

[ Quiinaceae Choisy ex Engl. (1888), nom. cons. ]

Pandaceae Engl. & Gilg (1912-13), nom. cons.

§ Passifloraceae Juss. ex Roussel (1806), nom. cons.

[ Malesherbiaceae D.Don (1827), nom. cons. ]

[ Turneraceae Kunth ex DC. (1828), nom. cons. ]

* Peridiscaceae Kuhlm. (1950), nom. cons.

§ Phyllanthaceae Martynov (1820)

§ Picrodendraceae Small (1917), nom. cons.

* Podostemaceae Rich. ex. C. Agardh (1822), nom. cons.

Putranjivaceae Endl. (1841)

§ Rhizophoraceae Pers. (1807), nom. cons.

[ Erythroxylaceae Kunth (1822), nom. cons. ]

§ Salicaceae Mirb. (1815), nom. cons.

Violaceae Batsch (1802), nom. cons.
Oxalidales Heintze (1927)

§ Brunelliaceae Engl. (1897), nom. cons.

Cephalotaceae Dumort. (1829), nom. cons.

Connaraceae R.Br. (1818), nom. cons.

Cunoniaceae R.Br. (1814), nom. cons.

§ Elaeocarpaceae Juss. ex. DC. (1816), nom. cons.

Oxalidaceae R.Br. (1818), nom. cons.
Rosales Perleb (1826)

Barbeyaceae Rendle (1916), nom. cons.

§ Cannabaceae Martynov (1820), nom. cons.

Dirachmaceae Hutch. (1959)

Elaeagnaceae Juss. (1789), nom. cons.

Moraceae Link (1831), nom. cons.

Rhamnaceae Juss. (1789), nom. cons.

Rosaceae Juss. (1789), nom. cons.

Ulmaceae Mirb. (1815), nom. cons.

§ Urticaceae Juss. (1789), nom. cons.

#### Eurosidi II
Tapisciaceae (Pax) Takht. (1987)
Brassicales Bromhead (1838)

Akaniaceae Stapf (1912), nom. cons.

[ Bretschneideraceae Engl. & Gilg (1924), nom. cons. ]

Bataceae Perleb. (1838), nom. cons.

Brassicaceae Burnett (1835), nom. cons.

Caricaceae Dumort. (1829), nom. cons.

Emblingiaceae Airy Shaw (1964)

Gyrostemonaceae Endl. (1841), nom. cons.

Koeberliniaceae Engl. (1895), nom. cons.

Limnanthaceae R.Br. (1833), nom. cons.

Moringaceae Martynov (1820), nom. cons.

Pentadiplandraceae Hutch. & Dalziel (1928)

Resedaceae Bercht. & J.Presl (1820), nom. cons.

Salvadoraceae Lindl. (1836), nom. cons.

Setchellanthaceae Iltis (1999)

Tovariaceae Pax (1891), nom. cons.

Tropaeolaceae Bercht. & J.Presl (1820), nom. cons.
Malvales Dumort. (1829)

§ Bixaceae Kunth (1822), nom. cons.

[ Diegodendraceae Capuron (1964) ]

[ Cochlospermaceae Planch. (1847), nom. cons. ]

Cistaceae Juss. (1789), nom. cons.

Dipterocarpaceae Blume (1825), nom. cons.

Malvaceae Juss. (1789), nom. cons.

Muntingiaceae C.Bayer, M.W.Chase & M.F.Fay (1998)

Neuradaceae Link (1831), nom. cons.

Sarcolaenaceae Caruel (1881), nom. cons.

Sphaerosepalaceae (Warb.) Tiegh. ex Bullock (1959)

§ Thymelaeaceae Juss. (1789), nom. cons.
Sapindales Dumort. (1829)

Anacardiaceae R.Br. (1818), nom. cons.

Biebersteiniaceae Endl. (1841)

Burseraceae Kunth (1824), nom. cons.

Kirkiaceae (Engl.) Takht. (1967)

Meliaceae Juss. (1789), nom. cons.

§ Nitrariaceae Bercht. & J.Presl (1820), nom. cons.

[ Peganaceae (Engl.) Tieghm. ex Takht. (1987) ]

[ Tetradiclidaceae (Engl.) Takht. (1986) ]

Rutaceae Juss. (1789), nom. cons.

Sapindaceae Juss. (1789), nom. cons.

Simaroubaceae DC. (1811), nom. cons.

### Asteridi
Cornales Dumort. (1829)

Cornaceae Dumort. (1829), nom. cons.

[ Nyssaceae Juss. ex Dumort. (1829), nom. cons. ]

Curtisiaceae (Engl.) Takht. (1987)

Grubbiaceae Endl. (1839), nom. cons.

Hydrangeaceae Dumort. (1829), nom. cons.

Hydrostachyaceae (Tul.) Engl. (1894), nom. cons.

Loasaceae Juss. (1804), nom. cons.
Ericales Dumort. (1829)

Actinidiaceae Gilg & Werderm. (1825), nom. cons.

Balsaminaceae Bercht. & J.Presl (1820), nom. cons.

Clethraceae Klotzsch (1851), nom. cons.

Cyrillaceae Endl. (1841), nom. cons.

Diapensiaceae Lindl. (1836), nom. cons.

§ Ebenaceae Gürke (1891), nom. cons.

Ericaceae Juss. (1789), nom. cons.

Fouquieriaceae DC. (1828), nom. cons.

Lecythidaceae A.Rich. (1825), nom. cons.

Maesaceae (A.DC.) Anderb., B.Ståhl & Källersjö (2000)

Marcgraviaceae Juss. ex DC. (1816), nom. cons.

§ Myrsinaceae R.Br. (1810), nom. cons.

Pentaphylacaceae Engl. (1897), nom. cons.

[ Ternstroemiaceae Mirb.ex.DC. (1816) ]

[ Sladeniaceae Airy Shaw (1964) ]

Polemoniaceae Juss. (1789), nom. cons.

§ Primulaceae Batsch ex Borkh. (1797), nom. cons.

Roridulaceae Bercht. & J.Presl (1820), nom. cons.

Sapotaceae Juss. (1789), nom. cons.

Sarraceniaceae Dumort. (1829), nom. cons.

§ Styracaceae DC. & Spreng. (1821), nom. cons.

Symplocaceae Desf. (1820), nom. cons.

§ Tetrameristaceae Hutch. (1959)

[ Pellicieraceae (Triana & Planch.) L.Beauvis. ex Bullock (1959) ]

Theaceae Mirb. ex Ker Gawl. (1816), nom. cons.

§ Theophrastaceae Link (1829), nom. cons.

#### Euasteridi I
Boraginaceae Juss. (1789), nom. cons.

§* Icacinaceae (Benth.)Miers (1851), nom. cons.

* Oncothecaceae Kobuski ex Airy Shaw (1964)

Vahliaceae Dandy (1959)
Garryales Lindl. (1846)

Eucommiaceae Engl. (1909), nom. cons.

§ Garryaceae Lindl. (1834), nom. cons.

[ Aucubaceae J.Agardh (1858) ]
Gentianales Lindl. (1833)

Apocynaceae Juss. (1789), nom. cons.

Gelsemiaceae (G.Don) Struwe & V.Albert (1995)

Gentianaceae Juss. (1789), nom. cons.

Loganiaceae R.Br. (1814), nom. cons.

Rubiaceae Juss. (1789), nom. cons.
Lamiales Bromhead (1838)

§ Acanthaceae Juss. (1789), nom. cons.

Bignoniaceae Juss. (1789), nom. cons.

Byblidaceae (Engl. & Gilg) Domin (1922), nom. cons.

Calceolariaceae (D.Don) Olmstead (2001)

* Carlemanniaceae Airy Shaw (1964)

Gesneriaceae Rich. & Juss. ex DC. (1816), nom. cons.

Lamiaceae Martynov (1820), nom. cons.

Lentibulariaceae Rich. (1808), nom. cons.

* Martyniaceae Horan. (1847), nom. cons.

Oleaceae Hoffmanns. & Link (1809), nom. cons.

Orobanchaceae Vent. (1799), nom. cons.

Paulowniaceae Nakai (1949)

Pedaliaceae R.Br. (1810), nom. cons.

§ Phrymaceae Schauer (1847), nom. cons.

§ Plantaginaceae Juss. (1789), nom. cons.

* Plocospermataceae Hutch. (1973)

Schlegeliaceae (A.H.Gentry) Reveal (1996)

§ Scrophulariaceae Juss. (1789), nom. cons.

Stilbaceae Kunth (1831), nom. cons.

Tetrachondraceae Wettst. (1924)

Verbenaceae J.St.-Hil. (1805), nom. cons.
Solanales Dumort. (1829)

Convolvulaceae Juss. (1789), nom. cons.

Hydroleaceae Bercht. & J.Presl (1820)

§ Montiniaceae Nakai (1943), nom. cons.

Solanaceae Juss. (1789), nom. cons.

Sphenocleaceae (Lindl.) Baskerville (1839), nom. cons.

#### Euasteridi II
Bruniaceae Bercht. & J.Presl (1820), nom. cons.

Columelliaceae D.Don (1828), nom. cons.

[ Desfontainiaceae Endl. (1841), nom. cons. ]

Eremosynaceae Dandy (1959)

Escalloniaceae R.Br. ex Dumort. (1829), nom. cons.

Paracryphiaceae Airy Shaw (1964)

Polyosmaceae Blume (1851)

Sphenostemonaceae P.Royen & Airy Shaw (1972)

Tribelaceae Airy Shaw (1964)
Apiales Nakai (1930)

Apiaceae Lindl. (1836), nom. cons.

Araliaceae Juss. (1789), nom. cons.

Aralidiaceae Philipson & B.C.Stone (1980)

Griseliniaceae J.R.Forst. & G.Forst. ex A.Cunn. (1839)

Mackinlayaceae Doweld (2001)

Melanophyllaceae Takht. ex Airy Shaw (1972)

Myodocarpaceae Doweld (2001)

Pennantiaceae J.Agardh (1858)

Pittosporaceae R.Br. (1814), nom. cons.

Torricelliaceae Hu 1934)
Aquifoliales Senft (1856)

Aquifoliaceae DC. ex A.Rich. (1828), nom. cons.

*§ Cardiopteridaceae Blume (1847), nom. cons.

Helwingiaceae Decne. (1836)

Phyllonomaceae Small (1905)

§ Stemonuraceae (M.Roem.) Kårehed (2001)
Asterales Lindl. (1833)

Alseuosmiaceae AiryShaw (1964)

Argophyllaceae (Engl.) Takht.1987

Asteraceae Martynov (1820), nom. cons.

Calyceraceae R.Br. ex Rich. (1820), nom. cons.

§ Campanulaceae Juss. (1789), nom. cons.

[ Lobeliaceae Juss. ex Bonpl. (1813), nom. cons. ]

Goodeniaceae R.Br. (1810), nom. cons.

Menyanthaceae Bercht. & J.Presl (1820), nom. cons.

Pentaphragmataceae J.Agardh (1858), nom. cons.

Phellinaceae (Loes.) Takht. (1967)

§ Rousseaceae DC. (1839)

Stylidiaceae R.Br. (1810), nom. cons.

[ Donatiaceae B.Chandler (1911), nom. cons. ]
Dipsacales Dumort. (1829)

* Adoxaceae E.Mey. (1839), nom. cons.

§ Caprifoliaceae Juss. (1789), nom. cons.

[ Diervillaceae (Raf.) Pyck (1998) ]

[ Dipsacaceae Juss. (1789), nom. cons. ]

[ Linnaeaceae (Raf.) Backlund (1998) ]

[ Morinaceae Raf. (1820) ]

[ Valerianaceae Batsch (1802), nom. cons. ]

## Generi e famiglie di collocazione incerta
Aneulophus Benth.

Apodanthaceae van Tieghem ex Takhtajan in Takhtajan (1997) (tre generi)

Bdallophyton Eichl.

Balanophoraceae Rich. (1822), nom. cons.

Centroplacus Pierre

Cynomorium L. [Cynomoriaceae Lindl. (1833), nom. cons.]

Cytinus L. [Cytinaceae A.Rich. (1824)]

Dipentodon Dunn [Dipentodontaceae Merr. (1941), nom. cons.]

Gumillea Ruiz & Pav.

Hoplestigma Pierre [Hoplestigmataceae Engl. & Gilg (1924), nom. cons.]

Leptaulus Benth.

Medusandra Brenan [Medusandraceae Brenan (1952), nom. cons.]

Metteniusa H.Karst. [Metteniusaceae H.Karst. ex Schnizl. (1860-1870)]

Mitrastema Makino [Mitrastemonaceae Makino (1911), nom. cons.]

Pottingeria Prain [Pottingeriaceae (Engl.) Takht. (1987)]

Rafflesiaceae Dumort. (1829), nom. cons. (tre generi)

Soyauxia Oliv.

Trichostephanus Gilg